# روبي مكينتوش
روبي مكينتوش (بالإنجليزية: Robbie McIntosh)‏ هو طبال بريطاني، ولد في 6 مايو 1950 في دندي في المملكة المتحدة، وتوفي في 23 سبتمبر 1974 في لوس أنجلوس في الولايات المتحدة.

## وصلات خارجية
- روبي مكينتوش على موقع ميوزك برينز (الإنجليزية)
- روبي مكينتوش على موقع ديسكوغز (الإنجليزية)